# Talina (Vorname)
Talina ist ein weiblicher Vorname.

## Herkunft
Über Herkunft des Vornamens Talina gibt es mehrere Theorien:
- Form des niederdeutschen Namens Tale, der vom althochdeutschen Namen Adelheid abstammt[1]
- Schweizerische Verkleinerungsform von Nutala, einer Variante von Natalia[2]
- Spanische Variante von Catalina, einer spanischen Kognate des griechischen Aikaterinē[3]

## Bedeutung
- „von edlem Wesen“, „die Adelige“ und „die Vornehme“ (von althochdeutsch „adal“ = vornehm/edel + „heit“ = Art/Weise)
- „die zur Geburt Christi/an Weihnachten Geborene“ (von lateinisch „dies natalis“ bzw. „natale domini“ = Tag der Geburt des Herrn)

## Namenstage
- 5. Februar (katholisch; Adelheid), 16. Dezember (evangelisch; Adelheid)
- 27. Juli (Natalia)

## Vorkommen
Von 2006 bis 2018 wurde Talina in Deutschland etwa 500 Mal als erster Vorname vergeben. Damit steht Talina auf Platz 1715 der Vornamenhitliste für diesen Zeitraum. Größerer Beliebtheit erfreut sich der Name in den deutschen Regionen der Schweiz.

## Namensträger
- Talina Fernández (* 1941), mexikanische Moderatorin
- Talina Bejko (* 1970), ehemalige ukrainische Tennisspielerin
- Talina Gantenbein (* 1998), Schweizer Freestyle-Skierin
- Talina Boyaci (* 1998), französische Schauspielerin